# 제단자리 베타

제단자리 베타(Beta Arae)는 제단자리에서 가장 밝은 별이며, 지구에서 약 603광년 떨어져 있다.
이 별은 분광형 K의 밝은 거성 또는 초거성으로 겉보기 등급은 +2.84이다.